# 铃木启久
铃木启久（日语：／ Suzuki Hiraku，1890年9月20日—1982年），大日本帝国陆军军人，福岛縣人。最終军衔陸軍中将。参与日本侵华战争期间长期在中国作战，1945年在中国东北被苏联军队俘虏，后移交给中国审判，1963年提前释放回国。铃木启久是“中國歸還者聯絡會”成员。
2014年7月3日中华人民共和国国家档案局开始首次整体公布中央档案馆收藏的45名日本战犯侵华罪行自供的档案，首日公布的是铃木启久的自述。铃木自述“只我个人的记忆即杀害了5470名中国人民，烧毁和破坏中国人民的房屋18229户，其实际数字很可能还多”；在唐山地区曾命令所属部队强制居民迁移造成“无人区”；河南林县作战期间，曾下令散布霍乱菌实施细菌战；“在安徽巢县命令设置慰安所并诱拐二十名中国妇女及朝鲜妇女做慰安妇”。 在第27师团步兵团的驻地下令建立了“慰安所”，抓来60名中国妇女充当“慰安妇”。

## 生平
1890年（明治23年）9月20日出生于日本福岛县相马郡福田村。1907年5月仙台陆军地方幼年学校毕业，1909年6月东京陆军中央幼年学校毕业，以陆军士官候补生的身份加入会津步兵第65联队。
1911年5月27日毕业于日本陆军士官学校23期，与清水规矩、酒井直次、根本博、丸山政男、桥本欣五郎是同期生，与后来一同被关押在抚顺战犯管理所的藤田茂也是同期。毕业后授予陆军步兵少尉。历任步兵第65联队的小队长、中队长等职务，1928年8月晋升陆军少佐，1932年8月任步兵第28联队的大队长。
1938年任关东军独立守备步兵第12大队的大佐大队长，在中国东北地区（伪满洲国）作战，1940年任步兵第67联队长（隶属第15师团），在华中地区作战。1941年8月晋升为少将，同年任第27师团第27步兵团长兼唐山地区防卫司令官。1944年任独立步兵第4旅团长，驻扎河南新乡担负京汉铁路警备，1944年7月扩编成第117师团任师团长，1945年4月晋升陆军中将，1945年6月后转隶关东军（第44军）。
1945年8月苏联对日本宣战，铃木启久在吉林公主岭被苏军俘虏，被关押在西伯利亚。于1950年7月引渡给中华人民共和国，被关押在抚顺战犯管理所。1956年6月经中华人民共和国最高人民法院沈阳特别军事法庭审判，铃木启久被判处20年徒刑。1963年6月被提前释放，返回日本后加入了“中國歸還者聯絡會”（1957年成立，于2002年解散）。
1982年铃木启久在福岛去世，享年92岁。

## 回忆著作
- 《117师团长的回想》